# الدوري الإسباني الدرجة الثانية 1959–60
دوري الدرجة الثانية الإسباني 1959–60 (بالإسبانية: Segunda División de España 1959-60)‏ هو موسم من دوري الدرجة الثانية الإسباني. فاز فيه راسينغ سانتاندير.